# 수형도위
수형도위(水衡都尉)는 고대 중국의 관직으로, 전한 중기 ~ 신나라 때까지 존속하였다.

## 개요
무제 때인 원정 2년(기원전 115년)에 설치되었다. 관질은 2천 석이었으며, 황제가 소유한 정원인 상림원과 그곳에서 이루어지는 화폐의 주조(오수전)를 관리하였다. 신나라 건국 후에는 여우(予虞)라고 하였으며, 후한 때에는 폐지되고 소부로 흡수되었다.

## 속관
속관은 다음과 같다.
| - 상림(上林): 승 8명, 위 12명을 두었다. - 균수(均輸): 승 4명을 두었다. - 어수(御羞): 승 2명을 두었다. - 금포(禁圃): 위 2명을 두었다. | - 집탁(輯濯) - 종관(鍾官): 오수전을 주조하였다. - 기교(技巧): 오수전을 주조하였다. - 육구(六厩) | - 변동(辯銅): 오수전을 주조하였다. - 형관(刑官) - 수사공(水司空) - 도수(都水): 승 3명을 두었다. | - 농창(農倉) - 감천상림(甘泉上林): 승 4명을 두었다. - 감천도수(甘泉都水) |

기교 · 육구는 성제 때 각각 종관과 태복에 합병되어 폐지되었다.

## 출전
- 반고, 《한서》 권19상 백관공경표(百官公卿表) 上